# Liste der Monuments historiques in Thorey-sous-Charny
Die Liste der Monuments historiques in Thorey-sous-Charny führt die Monuments historiques in der französischen Gemeinde Thorey-sous-Charny auf.

## Liste der Objekte
| Bezeichnung                                                              | Beschreibung | Standort                                               | Kennzeichnung | Schutzstatus | Datum | Bild |
| ------------------------------------------------------------------------ | --- | ------------------------------------------------------ | ------------- | ------------ | ----- | ---- |
| Kruzifix                                                                 | Elfenbein, vergoldeter Holzrahmen, 17. Jahrhundert                                                                                       | Thorey-sous-Charny, in der Kirche St-Martin (Lage)     | PM21002359    | Classé       | 1959  |      |
| Pietà                                                                    | Kalkstein, 16. Jahrhundert | Thorey-sous-Charny, in der Kirche St-Martin (Lage)     | PM21002360    | Classé       | 1959  |      |
| Gemälde Das Wunder des heiligen Hyacinthus                               | Ölfarbe auf Leinwand, 17. Jahrhundert | Thorey-sous-Charny, in der Kirche St-Martin (Lage)     | PM21002361    | Classé       | 1967  |      |
| Gemälde Papst Honorius III. bestätigt die Statuten des Dominikanerordens | Ölfarbe auf Leinwand, 17. Jahrhundert | Thorey-sous-Charny, in der Kirche St-Martin (Lage)     | PM21002362    | Classé       | 1967  |      |
| Skulpturengruppe Mantelteilung des heiligen Martin                       | Holz, farbig gefasst, 17. Jahrhundert | Thorey-sous-Charny, in der Kirche St-Martin (Lage)     | PM21002363    | Classé       | 1967  |      |
| Skulptur Madonna mit Kind                                                | Kalkstein, 16. Jahrhundert | Villeneuve-sous-Charny, in der Kapelle St-Aubin (Lage) | PM21002364    | Classé       | 1935  |      |
| Glocke                                                                   | Bronze, 1539 gegossen | Villeneuve-sous-Charny, in der Kapelle St-Aubin (Lage) | PM21004866    | Inscrit      | 2013  |      |
| Hauptaltar                                                               | Altartisch, Altaraufbau, Tabernakel, Expositionsnisch, Skulptur und zwei Reliquiare; Holz, farbig gefasst und vergoldet, 18. Jahrhundert | Thorey-sous-Charny, in der Kirche St-Martin (Lage)     | PM21004940    | Inscrit      | 2013  |      |
| Skulptur Unterweisung Mariens                                            | Holz, farbig gefasst, 16. Jahrhundert | Thorey-sous-Charny, in der Kirche St-Martin (Lage)     | PM21004941    | Inscrit      | 2013  |      |
| Skulptur Heilige Barbara                                                 | Stein, farbig gefasst, 16. Jahrhundert                                                                                                   | Thorey-sous-Charny, in der Kirche St-Martin (Lage)     | PM21004942    | Inscrit      | 2013  |      |
| Taufbecken                                                               | Holz, Metall, erste Hälfte des 19. Jahrhunderts                                                                                          | Thorey-sous-Charny, in der Kirche St-Martin (Lage)     | PM21004943    | Inscrit      | 2013  |      |
| Grabstein                                                                | Stein, 14. Jahrhundert | Thorey-sous-Charny, in der Kirche St-Martin (Lage)     | PM21004944    | Inscrit      | 2013  |      |